# Mini (automòbil)
Mini és el nom amb què es coneix un petit automòbil produït per la British Motor Company i les seves empreses successores des de l'any 1959 fins al 2000. Aquest automòbil, el més popular dels fabricats a la Gran Bretanya, va ser posteriorment reemplaçat pel nou MINI, llançat l'any 2001 per part del grup BMW. L'original és considerat com una icona dels anys 60, i la seva distribució estalviadora d'espai amb tracció davantera va influir sobre una generació de fabricants d'automòbils. En l'enquesta internacional per a determinar l'automòbil del segle més influent en tot el món, el Mini va quedar segon, només darrere del Ford T.
Aquest revolucionari automòbil va ser dissenyat en BMC per Sir Alec Issigonis. Va Ser fabricat al Regne Unit a les fàbriques de Longbridge i Cowley, Oxford, i més tard també a Austràlia, Bèlgica, Xile, Itàlia, Iugoslàvia, Portugal, Sud-àfrica, Espanya, Uruguai i Veneçuela. El Mini original va tenir tres actualitzacions importants: el Mk II, el Clubman i el Mk III. El "Mini Cooper" i "Mini Cooper S" van ser versions esportives que van tenir èxit com a vehicles de ral·li, guanyant el Ral·li Monte-Carlo tres vegades. Va començar a vendre's com a Austin Seven i Morris Mini Minor, a més de variants sedan com a Wolseley Hornet i Riley Elf.
El Mini es va fabricar en diverses carrosseries: cupè de dues i quatre portes, familiar, una furgoneta, pickup i el "Moke", una variant tot-terreny. La seva carrosseria va ser construïda amb metall i amb fibra de vidre. El Mini va ser produït amb motors gasolina de 850, 1000 i 1100 cc de cilindrada, a més de l'Austin Mini Cooper de 1275 cc de cilindrada i doble carburador. Els Mini, com els Austin MG 1300 Mark II, estaven equipats amb suspensió hidràulica Moulton, que els donava suavitat en córrer. El seu tauler analògic estava encastat en panell de fusta de caoba. El seu centre de gravetat summament baix el feia ideal per a prendre corbes a elevada velocitat. A més, la seva reduïda grandària permetia estacionar fàcilment.

## Disseny i desenvolupament

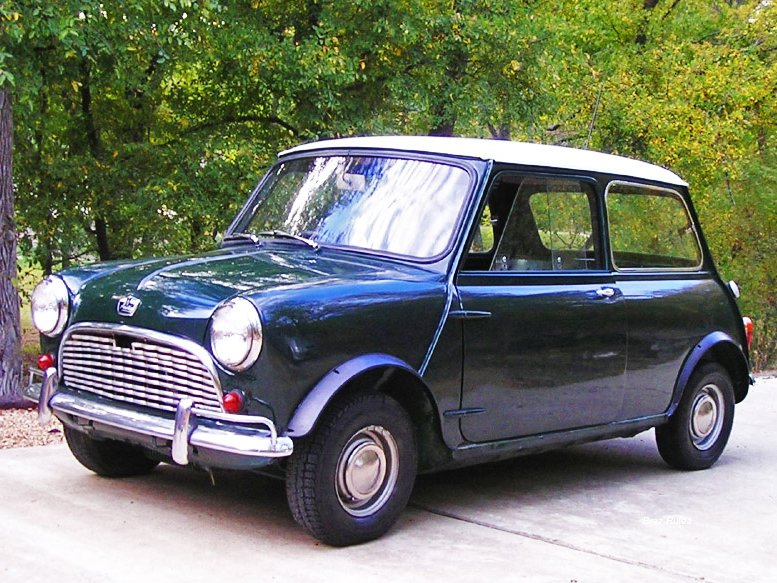
Un Mini de 1963

Dissenyat com projecte ADO15 (Austin Drawing Office project number 15, "Projecte nombre 15 de l'Oficina de Disseny d'Austin"), el Mini va sorgir de l'escassesa de combustible. El 1956, a conseqüència de la Crisi de Suez, que va reduir el subministrament de petroli, el Regne Unit va sofrir la reintroducció del racionament de la gasolina. Les vendes de grans vehicles van caure, i va haver un gran increment en el mercat dels automòbils utilitaris, que eren en la seva majoria d'origen alemany. Leonard Lord, mandatari de BMC, va ordenar fer alguna cosa ràpidament. Va exposar certs requisits bàsics de disseny: el cotxe hauria de cabre en una caixa que amidés 10 × 4 × 4 peus (3,0 × 1,2 × 1,2 m); l'habitacle dels passatgers hauria d'ocupar sis (1,8 m) dels 10 peus (3,0 m) de longitud; el motor, per raons de cost, hauria de ser un model preexistent. Issigonis, que havia treballat per a l'empresa d'automòbils Alvis, i que tenia experiència en el disseny d'automòbils de petita grandària, en 1955 havia estat contractat per BMC, pel que era la persona ideal per a la tasca. L'equip que va dissenyar el Mini era petit: a més de Issigonis, estaven Jack Daniels (que havia treballat amb ell prèviament en el projecte del Morris Minor), Chris Kingham (que havia treballat amb ell en Alvis), dos estudiants d'enginyeria i quatre delineants. Junts, a l'octubre de 1957 havien dissenyat i construït el prototip original, que va ser apel·lat com 'la caixa taronja' pel seu color. El ADO15 emprava un motor BMC Sèrie A de quatre cilindres refrigerat per aigua, però s'apartava de la tradició en muntar-se transversalment, amb caixa del canvi de quatre velocitats lubricada amb l'oli de motor situada en el càrter, i per emprar tracció davantera. Gairebé tots els automòbils de tracció davantera desenvolupats des de llavors usen una configuració similar. El radiador es va muntar en la part esquerra del cotxe, de manera que el ventilador muntat amb el motor pogués mantenir-se, però amb sentit invers, de manera que bufés aire cap a l'àrea de baixa pressió natural situat sota l'aleta davantera. Aquesta distribució estalviava una mica de grandària de motor, però tenia el desavantatge de proporcionar-li al radiador aire que ja s'havia escalfat al passar pel compartiment del motor.
El sistema de suspensió, dissenyat per l'amic de Issigonis Alex Moulton en Moulton Developments Limited, emprava cons de goma compactes en lloc de les molles habituals. Això comportava un comportament sec i rebotant, però la seva rigidesa, juntament amb la posició de les rodes en els cantons del vehicle, li van donar al Mini el seu famós maneig similar al d'un Kart. Inicialment s'havia planejat emprar un sistema de fluids interconnectats, similar a aquell en el qual Issigonis i Moulton havien treballat a mitjans dels anys 1950 en Alvis, però el curt període de desenvolupament del cotxe va fer que no estigués desenvolupat a temps per al llançament del Mini. Aquest sistema inicialment planejat per al Mini va ser posteriorment desenvolupat per a convertir-se en el sistema hidroelàstic i va ser emprat per primera vegada en l'Austin 1100 (llançat en 1962). El Mini estava equipat amb rodes de 10 polzades, pel que van haver de desenvolupar-se nous pneumàtics, obtenint Dunlop en contracte inicial. El Mini es va dissenyar amb finestretes corredisses en les portes, permetent l'existència de butxaques d'emmagatzematge en el lloc on hauria d'haver-hi hagut el mecanisme de la finestreta. Es diu que Issigonis va calcular la grandària dels buits resultants perquè fossin capaços d'emmagatzemar una ampolla de la seva ginebra favorita. La tapa del maleter va ser dissenyada amb les frontisses cap avall de manera que el cotxe pogués circular amb ella oberta per a incrementar l'espai per a l'equipatge. En les primeres versions, la matrícula tenia frontisses, de manera que caigués per a romandre visible mentre la tapa del maleter estava oberta. Per a estalviar costos laborals, el cotxe es va dissenyar de manera que les unions de soldadura són visibles des de la part externa del cotxe, cap a la part baixa del pilar A i entre el cos i el sòl de la carrosseria. Per a simplificar la construcció, el cotxe tenia frontisses externes en les portes i en el maleter.

## Mini 1000 Designer
El 1988, la modista Mary Quant va dissenyar l'interior del Mini 1000 Designer (que inicialment s'anomenava Mini Quant però van canviar-li el nom perquè els estava fent perdre popularitat). El disseny consistia en ratlles blanques i negres amb detalls en vermell. Els cinturons de seguretat eren vermells, i a la part superior esquerra dels seients del conductor i de l'acompanyant hi havia la signatura de la dissenyadora. Al volant també hi havia la signatura. El contorn dels fars, el de les rodes, les manetes de les portes i els para-xocs eren tots grisos, i no cromats ni negres, l'acabat més habitual. La carrosseria es presentava en dues versions: negre o blanc.

## Mini Cooper i Cooper S: 1961–2000

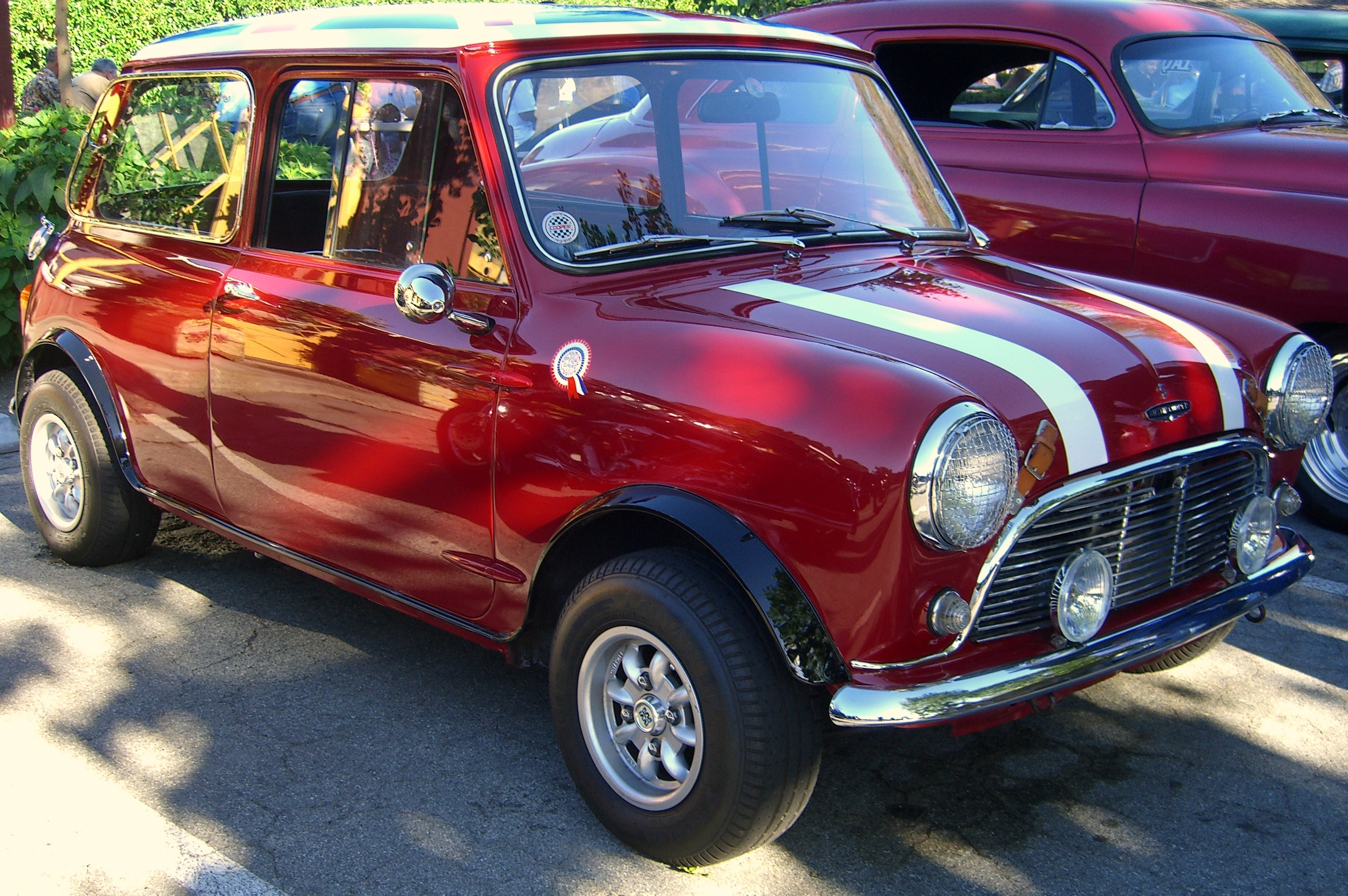
1963 Austin Mini Cooper S

L'amic d'Issigonis John Cooper, amo de la Cooper Car Company i dissenyador i constructor de cotxes de curses i Fórmula 1, va veure el potencial del Mini per la competició. Issigonis estava inicialment reticent a veure el Mini en el paper d'un cotxe d'altes prestacions, però després que John Cooper va fer una crida a la gestió de BMC, els dos homes van col·laborar amb el Mini Cooper.